# DFBnet
DFBnet ist ein vernetztes IT-System, bestehend aus mehreren onlinebasierten Softwaremodulen, die der Organisation und Verwaltung des deutschen Fußballsports dienen. Die Software wird von der DFB GmbH, einer 100-prozentigen Tochtergesellschaft des Deutschen Fußball-Bundes (DFB), entwickelt und betrieben. Zum Anwenderkreis zählen neben dem DFB und seinen Mitgliedsverbänden auf Regional- und Landesebene auch die darunter organisierten Fußballvereine.

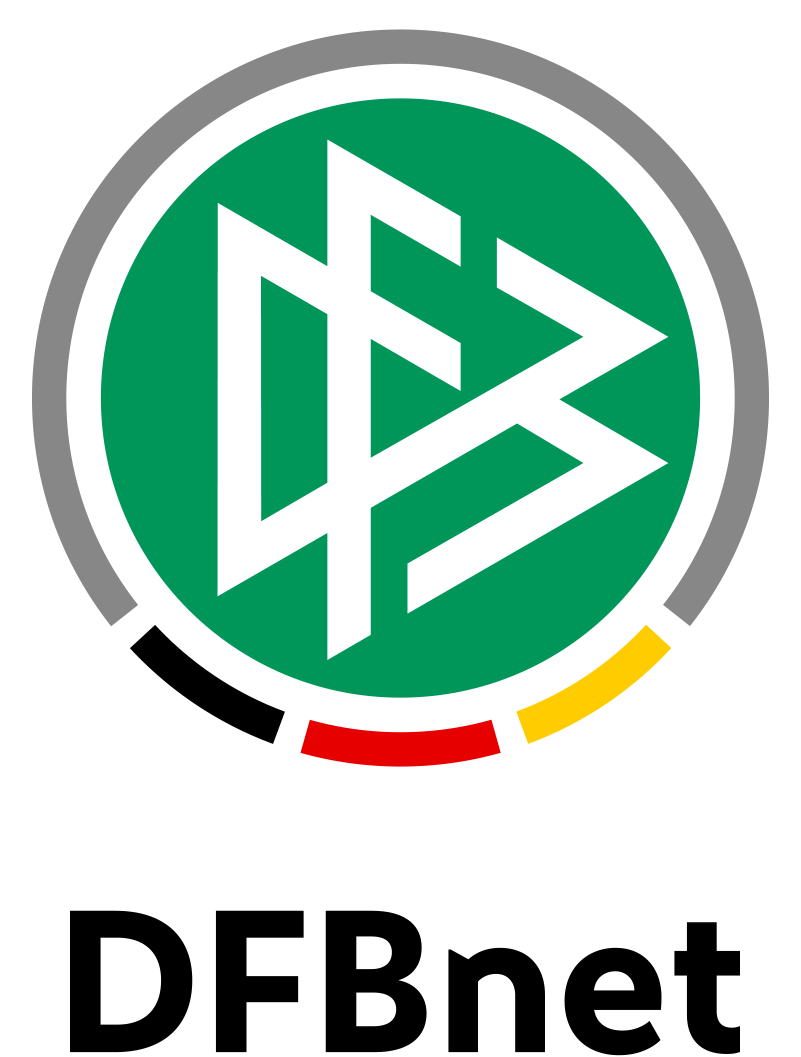
Logo DFBnet

## Geschichte
Im April 2002 gründete der Deutsche Fußball-Bund über die DFB-Wirtschaftsdienste GmbH sein 100%iges Tochterunternehmen DFB-Medien GmbH & Co. KG, um eine einheitliche, internetgestützte Arbeitsplattform zur Organisation des Fußballspielbetriebs zu schaffen. In Abstimmung mit allen Mitgliedsverbänden wurde ein gemeinsames IT-System konzipiert und realisiert, das insbesondere folgende Ziele verfolgt:
- Zentrale Datenbasis für alle Nutzer
- Erschließung von Synergien aus den besten Lösungen der einzelnen Verbände
- Effizienzsteigerung
- Kostenvorteile
- Vereinheitlichung der Arbeitsabläufe
- Ablösung von Papierprozessen
- Hohe Datensicherheit

Seit dem Start 2002 wird DFBnet permanent weiterentwickelt und unterstützt inzwischen nahezu alle organisatorischen Anforderungen von Fußballverbänden und -vereinen. Im Jahr 2017 wurden die DFB-Wirtschaftsdienste GmbH in die DFB GmbH umbenannt. Anschließend die DFB-Medien GmbH & Co. KG in die DFB GmbH verschmolzen.

## Anwender
Auftraggeber und Hauptanwender sind der DFB und die unter dem Dach des DFB organisierten fünf Regional- und 21 Landesverbände, die DFBnet entweder in vollem Umfang oder ausgewählte Module daraus nutzen.
- Deutscher Fußball-Bund (DFB)
- Deutsche Fußball Liga (DFL)
- Norddeutscher Fußball-Verband (Regionalverband)
- Schleswig-Holsteinischer Fußballverband
- Hamburger Fußball-Verband
- Bremer Fußball-Verband
- Niedersächsischer Fußballverband
- Nordostdeutscher Fußballverband (Regionalverband)
- Landesfußballverband Mecklenburg-Vorpommern
- Fußball-Landesverband Brandenburg
- Berliner Fußball-Verband
- Fußballverband Sachsen-Anhalt
- Sächsischer Fußball-Verband
- Thüringer Fußball-Verband
- Westdeutscher Fußballverband (Regionalverband)
- Fußball- und Leichtathletikverband Westfalen
- Fußballverband Niederrhein
- Fußball-Verband Mittelrhein
- Fußball-Regional-Verband Südwest (Regionalverband)
- Fußballverband Rheinland
- Saarländischer Fußballverband
- Südwestdeutscher Fußballverband
- Süddeutscher Fußball-Verband (Regionalverband)
- Hessischer Fußball-Verband
- Badischer Fußballverband
- Südbadischer Fußballverband
- Württembergischer Fußballverband
- Bayerischer Fußball-Verband

Die typische Arbeit in den Verbandsgeschäftsstellen wird über DFBnet Verband, DFBnet Pass und DFBnet Lizenz abgewickelt. Für die Tätigkeit der ehrenamtlichen Funktionsträger, wie beispielsweise Staffelleiter, Kreisvorsitzende und Schiedsrichteransetzer, sind insbesondere die unter dem Oberbegriff DFBnet SpielPLUS zusammengefassten Module relevant. Eine weitere Anwendergruppe sind Fußballvereine. Die Module DFBnet Spielbetrieb, DFBnet Spielbericht, DFBnet Pass Online, DFBnet Meldebogen und DFBnet Postfach werden sowohl auf Verbands-, als auch auf Vereinsseite genutzt. DFBnet Verein und DFBnet Finanz richten sich ausschließlich an Vereine. Voraussetzung für den Zugang zu DFBnet ist eine Benutzerkennung. Über die DFBnet Benutzerverwaltung werden der Kennung die für den jeweiligen Nutzungszweck erforderlichen Rechte und Rollen zugeordnet. Die Vergabe und Administration der Kennungen erfolgt über die Landesverbände.

## Funktionsumfang
Alle unter der Dachmarke DFBnet zusammengefassten Softwaremodule – mit Ausnahme von DFBnet Verein und DFBnet Finanz – greifen auf eine zentrale Datenbasis zu. Gemeinsame Ressourcen werden daher nur an einer Stelle verwaltet und können von den anderen Anwendungen genutzt werden. Die DFBnet-Module sind in der Programmiersprache Java EE entwickelt und werden den berechtigten Nutzern als Web-Anwendungen dezentral zur Verfügung gestellt. Technische Zugangsvoraussetzung ist lediglich ein Computer mit Internetzugang und einem gängigen Browser. Der Einsatz spezieller Hardware ist nicht erforderlich.

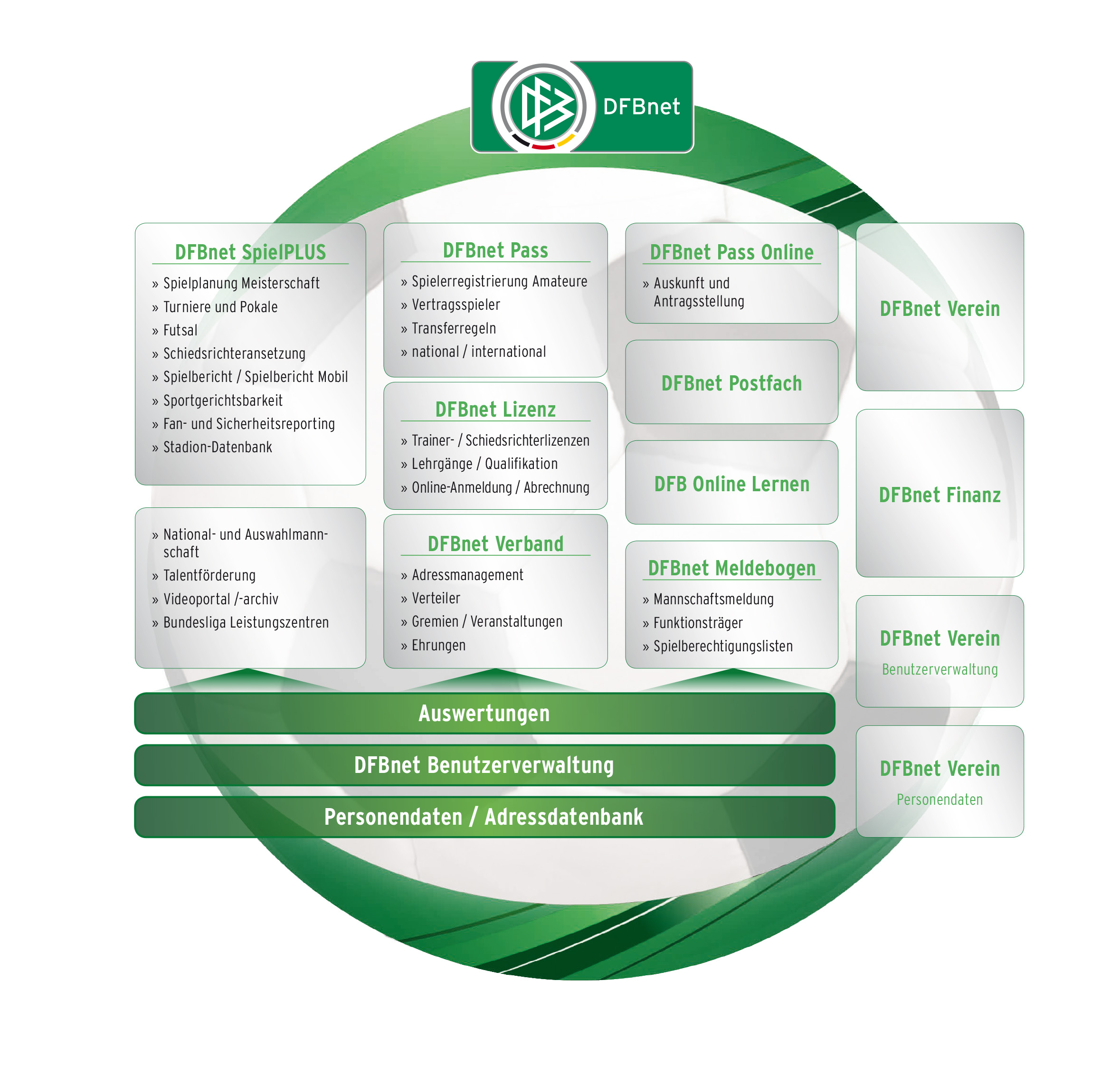
Übersicht der DFBnet-Module

### DFBnet SpielPLUS
Beinhaltet alle im Folgenden beschriebenen Module zur Organisation des Spielbetriebs.

#### DFBnet Spielbetrieb
(produktiv seit 2002)
Das Modul DFBnet Spielbetrieb dient der Planung, Ansetzung und Verwaltung von Meisterschafts-, Pokal-, Turnier- und Freundschaftsspielen. Zunächst werden die Staffeln geplant. Anhand der Informationen aus Rahmenspielplan, Jahreszeitenkalender und Spielstättenverfügbarkeitsprüfung ermöglicht die Software eine automatische Spielplangenerierung nach einem einheitlichen Ansetzungsschlüssel. Bis eine Stunde nach Spielende melden die jeweiligen Heimmannschaften online, per Telefon, SMS, iPhone- oder Android-App ihr Ergebnis, das ebenfalls in die Anwendung einfließt. Auf Grundlage dessen werden die Tabellen der Meisterschaftsstaffeln errechnet.

#### DFBnet Schiedsrichteransetzung
(produktiv seit 2005)
Die DFBnet Schiedsrichteransetzung unterstützt die Einteilung verfügbarer und geeigneter Schiedsrichter für alle über den DFBnet Spielbetrieb geplanten Begegnungen. Basierend auf den in der Anwendung verwalteten Kontaktdaten, Qualifikationen und Beurteilungen schlägt die Software nur Schiedsrichter mit ausreichender Qualifikation, vorrangig möglichst geringer Entfernung zwischen Wohnort und Spielstätte sowie ausgewogener Einsatzhäufigkeit vor. Hierbei können die Schiedsrichter selbst ihre sogenannten „Freitermine“ verwalten, sodass sie bei zukünftigen Spielleitungen nur eingesetzt werden, wenn sie auch Zeit haben. Die Ansetzung kann manuell oder vollständig automatisiert erfolgen. Alle eingeteilten Schiedsrichter erhalten eine aus dem System generierte E-Mail und können den Termin über einen in der E-Mail enthaltenen Link bestätigen.

#### DFBnet Spielbericht
(produktiv seit 2004)
Der DFBnet Spielbericht ist die elektronische Version des offiziellen Spielberichtsbogens, auf dem unter anderem Mannschaftsaufstellungen und Spielereignisse wie Aus-/Einwechslungen, Tore oder Strafkarten vermerkt werden. Die Software, die ursprünglich für die Bundesliga entwickelt wurde, ersetzt seit 2006 zunehmend auch im Amateurbereich das Papierformular. Durch die Verzahnung mit den Modulen DFBnet Spielbetrieb, DFBnet Schiedsrichteransetzung und DFBnet Pass, fließen Spieltermin, Austragungsort, Schiedsrichter und Spieler mit ein. Heim- und Gastmannschaft können ihren Kader vorab online zusammenstellen, für den Gegner sind die Daten erst nach der Freigabe kurz vor Spielbeginn sichtbar. Eine automatische Prüfung auf Spielrecht oder eventuell vorhandene Sperren über die Schnittstellen zu DFBnet Pass und DFBnet Sportgerichtsbarkeit sowie die ligaspezifisch hinterlegten Regeln schützen vor fehlerhaften Eingaben.

#### DFBnet Sportgerichtsbarkeit
(produktiv seit 2006)
Die DFBnet Sportgerichtsbarkeit bildet die Prozesse in den Sportgerichten auf DFB- und Landesverbandsebene ab. Wurde im Spielbericht beispielsweise eine rote Karte vermerkt, legt der Staffelleiter je nach Rechtsordnung des Verbandes entweder selbst einen Fall in der DFBnet Sportgerichtsbarkeit an oder übermittelt den Sachverhalt an das zuständige Sportgericht. Über die Schnittstellen zu DFBnet Spielbetrieb und DFBnet Spielbericht greift die Software auf erforderliche Daten wie Spieldatum und -paarung, verantwortliche Schiedsrichter oder eingesetzte Spieler zu, so dass bei der Fallbearbeitung kaum manuelle Eingaben erforderlich sind. Im DFBnet Spielbericht wird automatisch eine Vorsperre verhängt, die den Einsatz des entsprechenden Spielers bis zum Urteil verhindert. Die finale Strafe fließt unter Anrechnung der Vorsperre ebenfalls in das Modul DFBnet Spielbericht ein. Urteilsdokumente werden mit Hilfe von Mustertexten erstellt und können aus der Anwendung heraus an die DFBnet Postfächer der Adressaten versendet werden.

### DFBnet Pass
(produktiv seit 2005)
DFBnet Pass kommt in den Passstellen der Verbände zum Einsatz und unterstützt alle Prozesse von der erstmaligen Registrierung eines Spielers über regionale, überregionale und internationale Vereinswechsel bis hin zum Passdruck. Die in der Anwendung hinterlegten Wechselrechtbestimmungen, die verbandsspezifisch und nach Altersklassen konfiguriert werden können, ermöglichen eine automatische Ermittlung des Spielrechts bzw. der Wartefristen.

### DFBnet Lizenz
(produktiv seit 2004)
Im Modul DFBnet Lizenz werden Trainer- und Schiedsrichterlizenzen sowie die Lehrgänge zum Erwerb oder zur Verlängerung der Qualifikationen verwaltet. Die Software deckt das gesamte Veranstaltungsmanagement ab. Dies umfasst die Online-Präsentation des Lehrgangangebots mit angeschlossener Anmeldefunktion, die Verwaltung von Inhalten und Teilnehmern, die Ergebnisdokumentation sowie den Ausweis-/Urkundendruck. Finanzbuchhaltungsprogramme können über eine Schnittstelle angebunden oder über Exporte aus DFBnet Lizenz mit den relevanten Daten versorgt werden.

### DFBnet Verband
(produktiv seit 2007)
Über DFBnet Verband werden die typischen Administrationsprozesse in den Geschäftsstellen der Fußballverbände abgewickelt. Die Software dient hauptsächlich der Verwaltung von Verbandstrukturen, Vereinen, Gremien und Ehrungen sowie dem Personen- und Adressmanagement. Darüber hinaus werden die Erstellung von dynamischen Verteilerlisten und Seriendokumenten, die Organisation von Sitzungen mit angeschlossener Reisekostenabrechnungsfunktion sowie verschiedene Möglichkeiten der Mitgliedbeitragsberechnung unterstützt. DFBnet Verband ist ausschließlich über ein virtuelles privates Netzwerk (VPN) zugänglich, das in allen Verbandsgeschäftsstellen eingerichtet wurde.

### DFBnet Pass Online
(produktiv seit 2009)
Mit dem Modul DFBnet Pass Online können die Fußballverbände ihren Vereinen die Beantragung von neuen Spielerpässen und Vereinswechseln über das Internet ermöglichen. Der Antrag wird an die Passstelle des zuständigen Verbandes weitergeleitet und dort bearbeitet. Durch die in der Anwendung hinterlegten verbandsspezifisch konfigurierbaren Wechselrechtsbestimmungen kann der Verband das Spielrecht für den neuen Spieler automatisch ermitteln und erteilen. Zudem haben Vereine die Möglichkeit, über DFBnet Pass Online tagesaktuell die Spielberechtigungen ihrer Mannschaften abzurufen. Das Modul wurde in der Spielzeit 2009/10 im Württembergischen Fußballverband pilotiert und wird seitdem als Prozessunterstützung auch in weiteren Verbänden eingesetzt.

### DFBnet Postfach
(produktiv seit 2006)
Bei DFBnet Postfach handelt es sich um ein geschlossenes Mailsystem, das eine spam- und virenfreie Kommunikation sowie die rechtlich verbindliche Zustellung offizieller Dokumente, wie beispielsweise Sportgerichtsurteile oder Rechnungen, aus den DFBnet-Anwendungen heraus oder von Postfach zu Postfach gewährleisten soll. Alle Landesverbände, die darunter organisierten Vereine und deren Funktionsträger verfügen über ein DFBnet Postfach. Die Administration der Postfächer erfolgt über die Landesverbände.

### DFBnet Meldebogen
(produktiv seit 2006)
Der DFBnet Meldebogen ersetzt den Papiermeldebogen, mit dem die Vereine ihre Mannschaften – zu den vom Verband festgelegten Terminen – für den Spielbetrieb melden. Neben Mannschaften werden über den DFBnet Meldebogen auch Vereinsstammdaten, Spielstätten und Angaben zu den Vereinsfunktionären an den Verband übermittelt. Die bisherigen Daten werden bereits vorgeblendet und können bei Änderungen auch außerhalb der Meldezeiten aktualisiert werden. Durch die Integration in die übrige DFBnet-Anwendungstruktur fließen die gemeldeten Mannschaften und Spielstätten automatisch in den DFBnet Spielbetrieb ein. Vereinsstammdaten und Funktionsträger finden sich in DFBnet Verband wieder.

### DFBnet Verein/DFBnet Finanz
(produktiv seit 2007/2009)
Die onlinebasierte Vereinssoftware unterstützt die Verwaltung von Abteilungen, Beiträgen, Mitgliedern, Funktionären, Gremien und Ehrungen. Mitgliedsbeiträge können über einen automatischen Lastschrifteinzug mit Datenträgeraustausch-Verfahren abgewickelt werden. In Abgrenzung zu den anderen DFBnet-Modulen setzt DFBnet Verein auf einer separaten Datenbasis auf. Jeder Verein kann ausschließlich auf die von ihm eingegebenen Inhalte zugreifen.
Mit dem optionalen Zusatzmodul DFBnet Finanz werden die buchhalterischen Anforderungen von Vereinen abgedeckt. Die Finanzbuchhaltungssoftware bildet alle steuerlichen Bereiche gemeinnütziger Vereine systematisch ab und unterstützt eine sichere Belegerfassung durch integrierte Plausibilitätsprüfungen. Des Weiteren bietet DFBnet Finanz Auswertungen zur steuerlichen Einnahmen-Überschuss-Rechnung, ein mehrstufiges Mahnwesen, die Erstellung von Zahlvorschlägen und eine automatisierte Umsatzsteuervoranmeldung.